# Koppargökstekel
Koppargökstekel (Evagetes subglaber) är en stekelart som först beskrevs av Haupt 1941.  Koppargökstekel ingår i släktet Evagetes, och familjen vägsteklar. Enligt den finländska rödlistan är arten starkt hotad i Finland. Enligt den svenska rödlistan är arten starkt hotad i Sverige. Arten förekommer på Gotland, Öland, Götaland och Svealand. Artens livsmiljö är åsmoskogar.